# Митченки
Митче́нки (укр. Митче́нки) — село в Нежинском районе Черниговской области Украины.

## География
Село расположено на реке Митча, в 73 километрах к северо-востоку от Нежина — центра Нежинского района и в 110 километрах к юго-востоку от Чернигова — центра Черниговской области.
Южнее села расположен заказник Митчинковское.
В 5 километрах к северо-западу проходит автомобильная дорога М-02 (E 101 Москва — Киев).
Средняя высота населённого пункта — 128 метров над уровнем моря, находится в зоне умеренно континентального климата

## Население
| 1859 | 1885 | 1924 | 1972 | 2006 |
| ---- | ---- | ---- | ---- | ---- |
| 3175 | 3489 | 4922 | 2565 | 1272 |

## История
Впервые упоминается в 1606 году.
На 1648—1781 годах село входило в Батуринскую сотню Нежинского полка.
До 1606 года был построен Покровский храм, сгоревший в 1746 году. В 1800 году из Рувимского Сосницкого монастыря перевезен и освящен храм в честь Покрова Богородицы. Недалеко стоял храм Предтечи, разобранный из-за ветхости.
В 1707 году был построен храм Вознесения Господня. Сгорел в 1767 году.
В 1745 году был построен храм святой Варвары.
В конце XVIII — начале XIX веков село упоминается в церковных документах под названием Митченок.
В начале XIX века часть жителей переселилась в село Поповка Поповской волости Мелитопольского уезда Таврической губернии.
В 1859 году село входило в Конотопский уезд Черниговской губернии. Было две церкви и винокуренный завод.
В 1885 году — в Краснянскую волость Конотопского уезда Черниговской губернии. Было 2 православных церкви, школа, 5 питейных домов, кирпичный завод, 1 водяная и 2 ветряных мельницы.
Во время революции 1905—1907 годов 17 жителей села были арестованы и заключены в конотопскую тюрьму.
В январе 1918 года в селе была установлена Советская власть, в 1923 году создана комсомольская, а в 1925 — партийная организации.
В 1924 году село входило в Митченский сельсовет Конотопского округа Батуринского района.

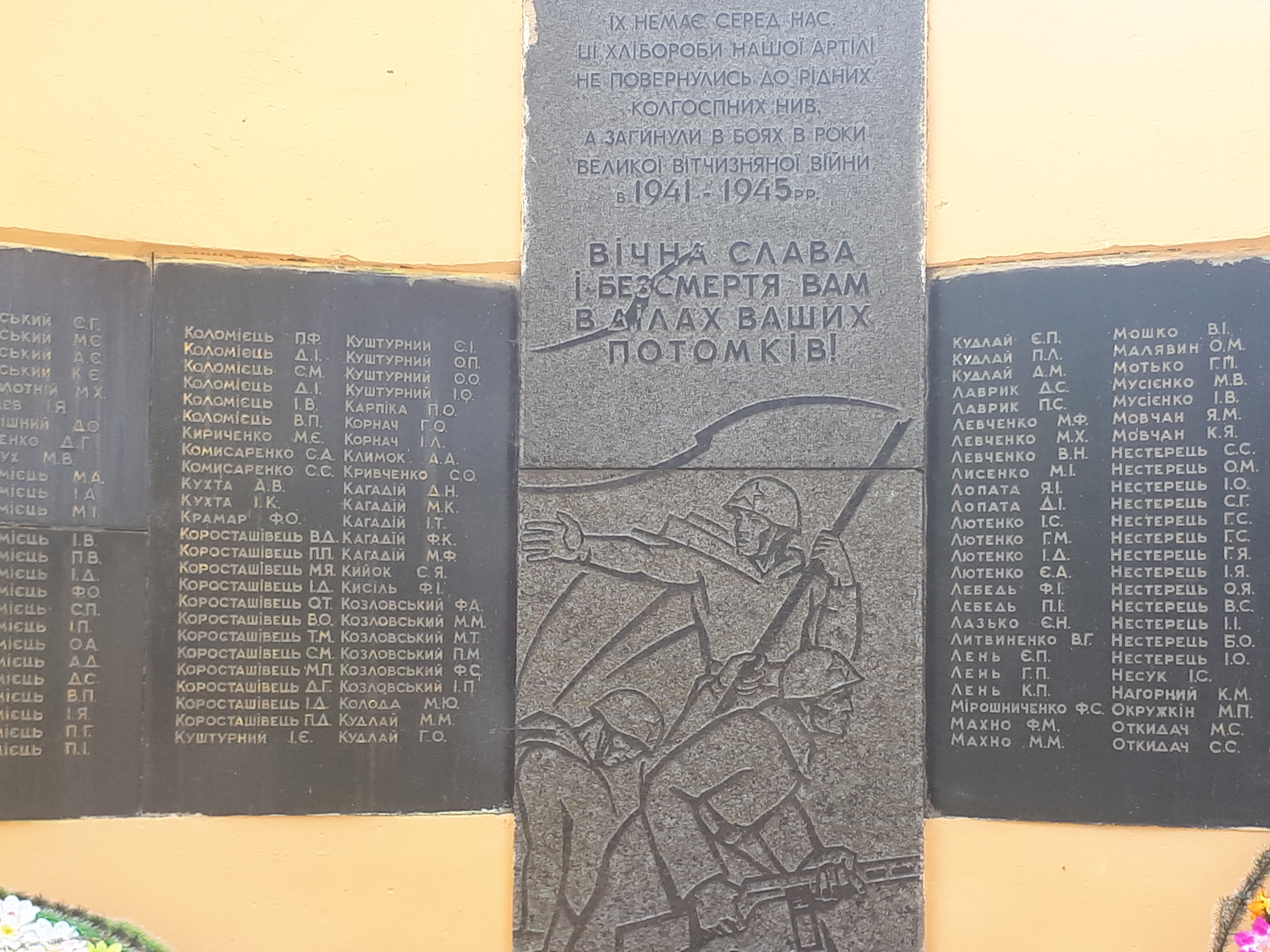
Мемориал в честь воинов, погибших в годы ВОВ

В годы Великой Отечественной войны на фронтах против нацистских оккупантов сражались 975 жителей, из них 310 награждены орденами и медалями СССР, 396 погибли.
В 1972 году в селе располагались — роддом, фельдшерско-акушерский пункт, 2 библиотеки, средняя школа на 410 и дом культуры на 450 мест, колхоз имени Калинина, имевший 5110 гектаров земли и занимавшийся выращиванием зерновых культур и мясо-молочным животноводством.
В 2020 году Бахмачский район ликвидирован, село вошло в состав Нежинского района.

## Достопримечательности
- Монумент Славы в честь воинов, погибших в годы Великой Отечественной войны, сооруженный в 1970 году[4].
- Заказник Митчинковское.

## Социальная сфера
- Дом культуры
- Общеобразовательная школа
- Отделение почты

## Известные уроженцы
- Белоножко Степан Ефимович (1919—1978) — советский военачальник, генерал-полковник, командующий войсками Краснознамённого Туркестанского военного округа.
- Брайко Пётр Евсеевич (1918—2018) — Герой Советского Союза (1944), советский партизан, сражался в соединении С. А. Ковпака[4][11].
- Мельников Ювеналий Дмитриевич (1868—1900) — деятель рабочего движения, один из первых организаторов марксистских кружков в России[4].
- Прокопович Пётр Иванович (1775—1850) — известный пасечник, основоположник рационального пчеловодства, основатель первой в России школы пчеловодства (1828). Его отец — священник села Митченки[4][7].

## Галерея

Заказник Митчинковское
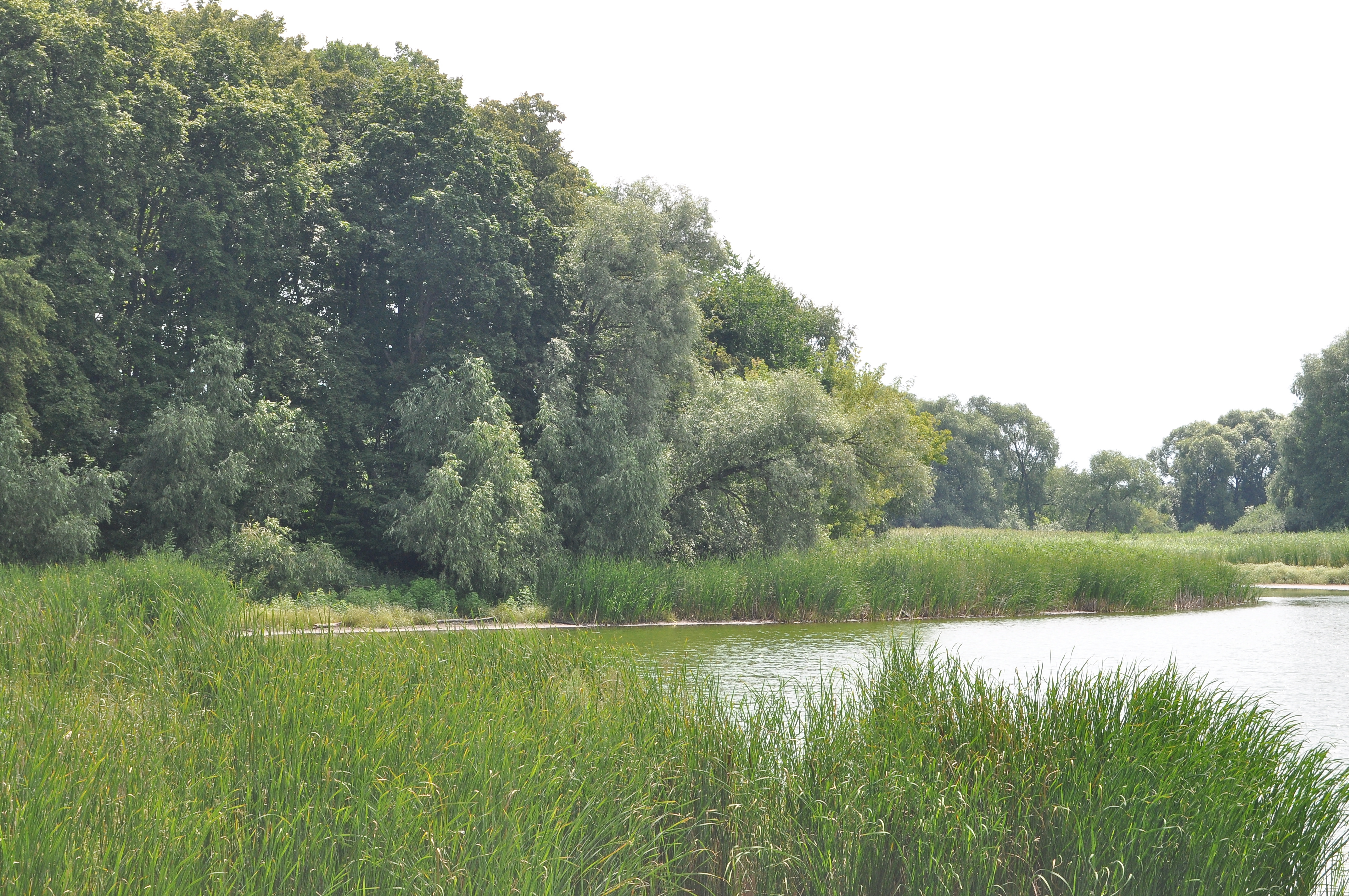
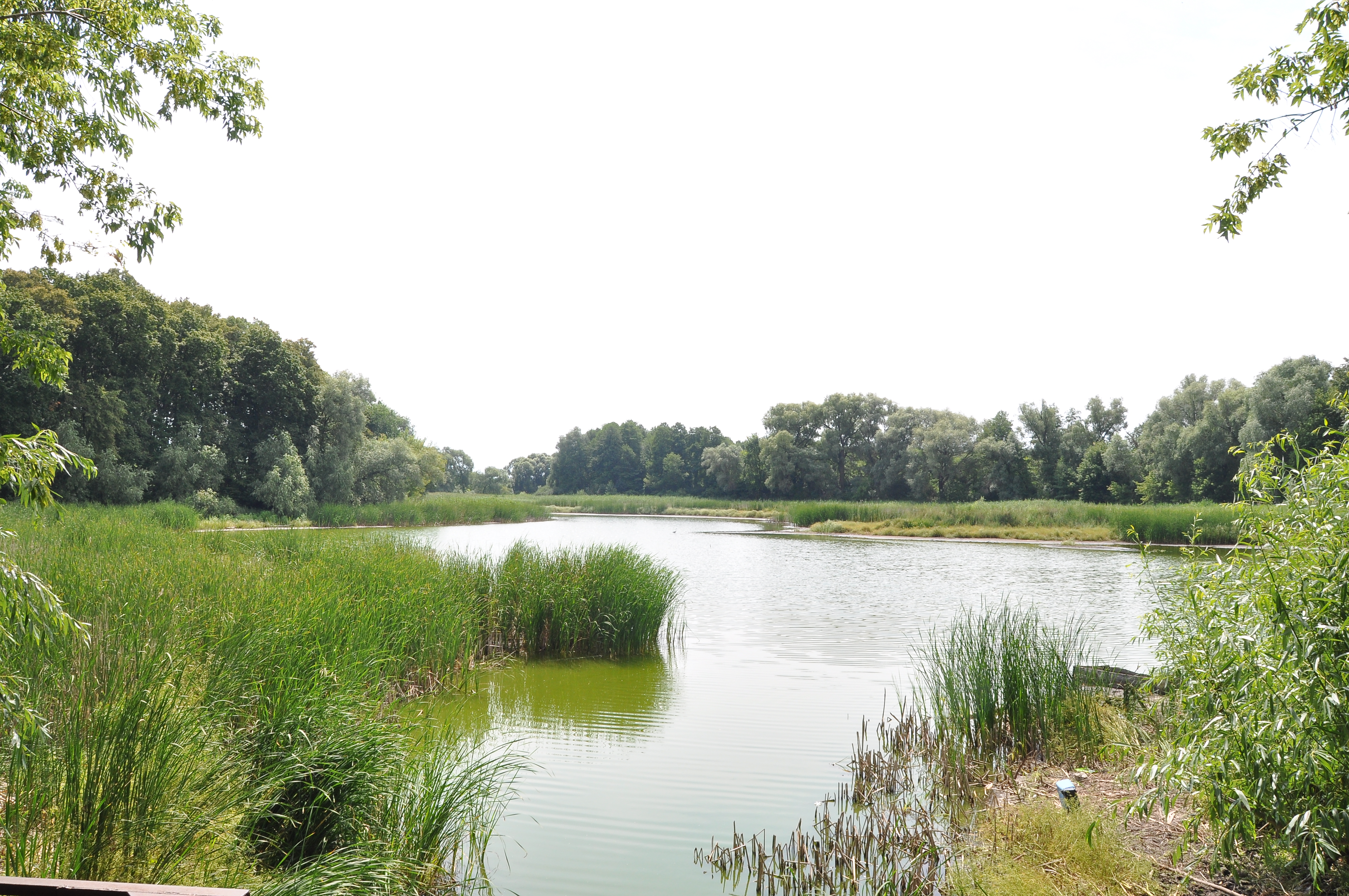
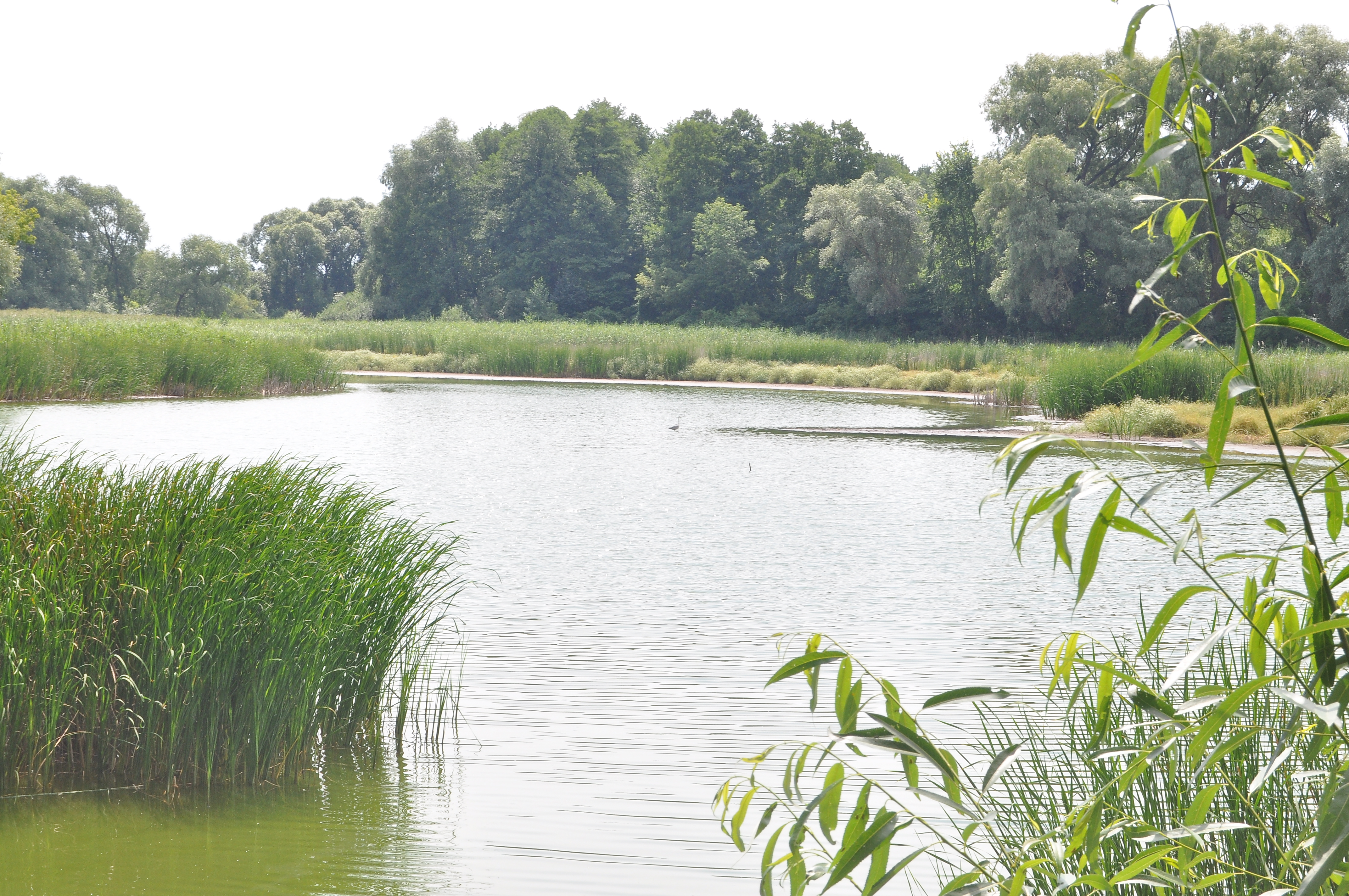
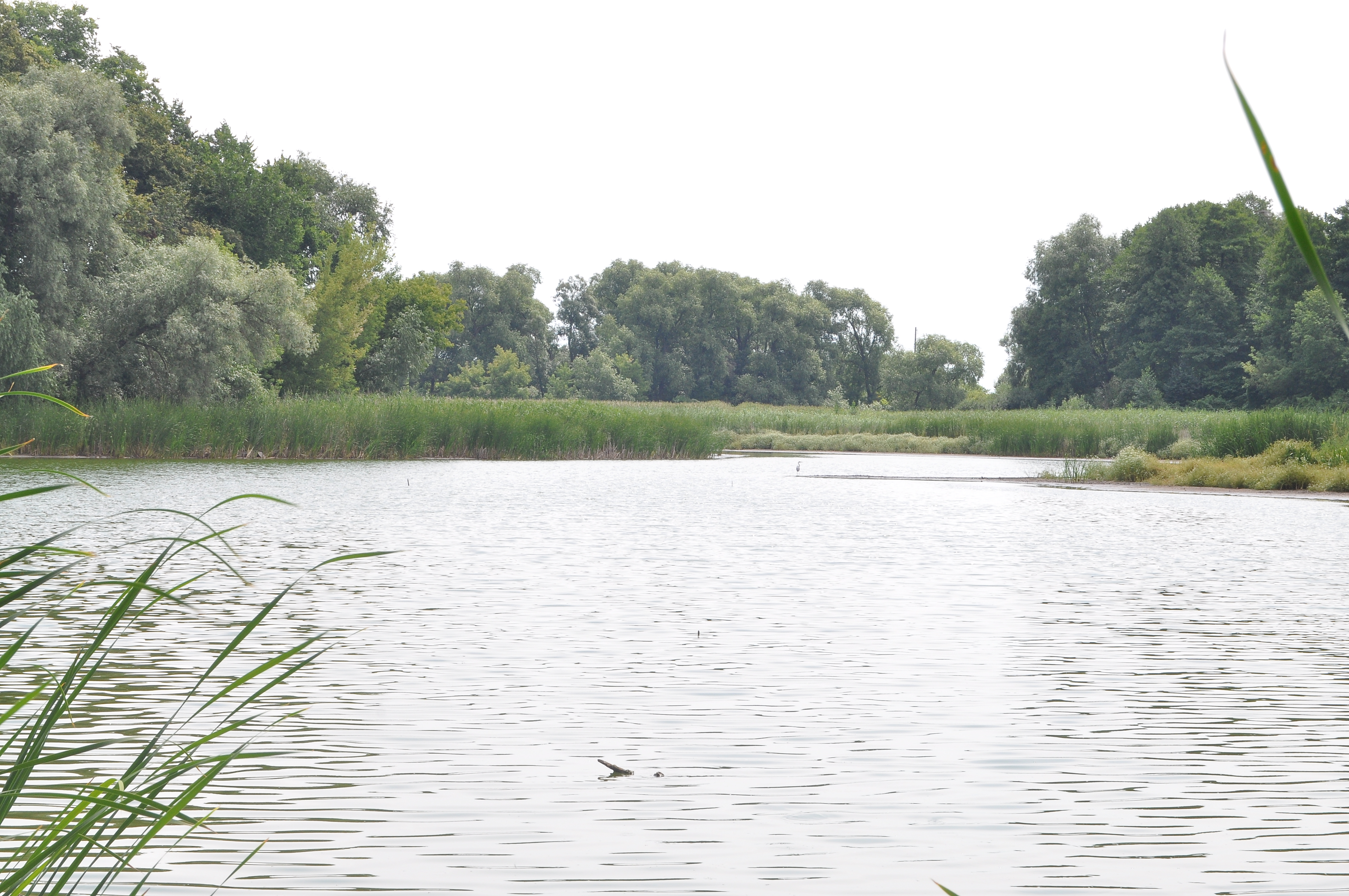